# Taixue

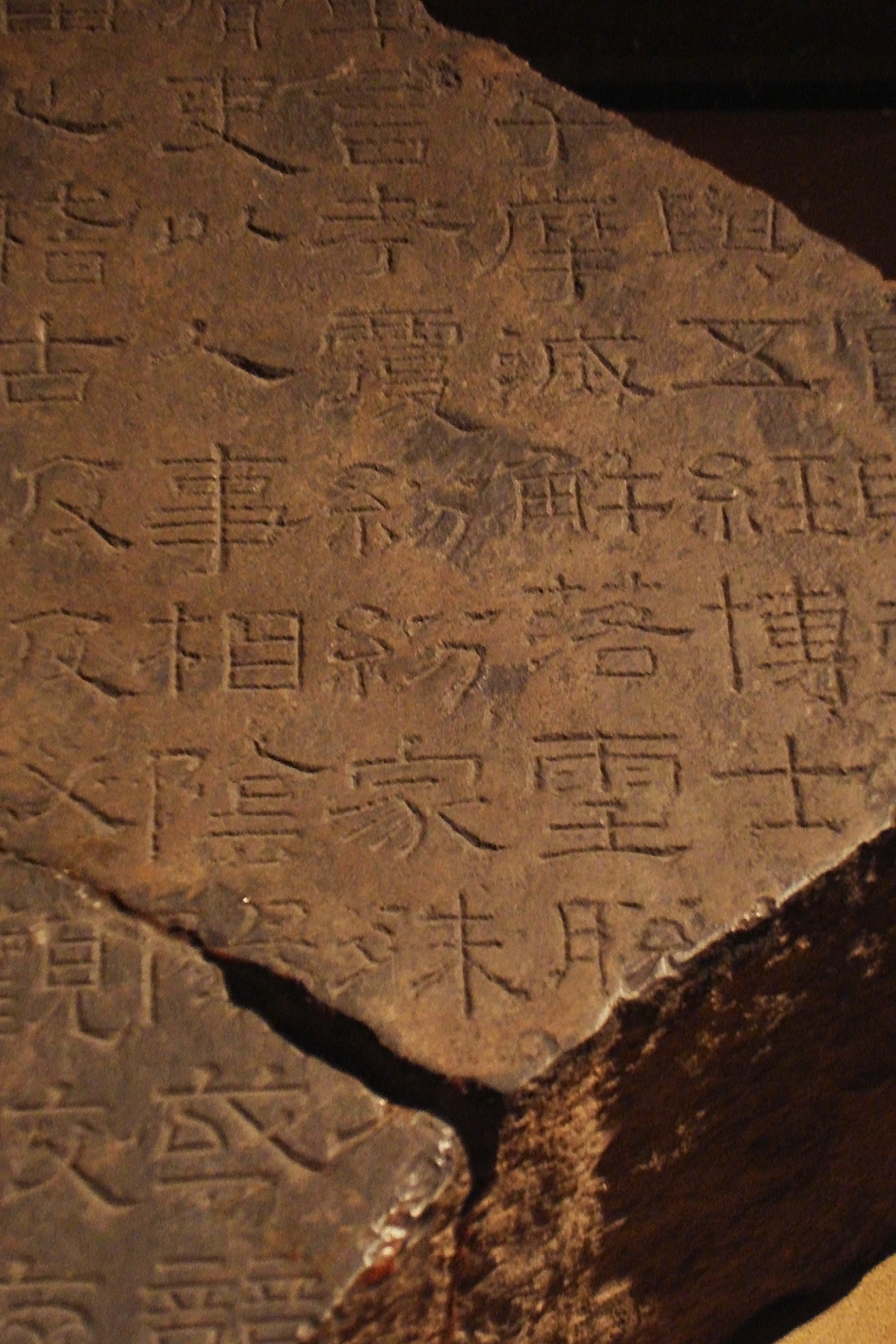
Fragmento dos clássicos da pedra Xiping, na exposição Tesouros da China Antiga.
Um fragmento dos clássicos da pedra Xiping em exposição na China. O Primeiro Imperador da Dinastia Qin, desejando controlar o pensamento político, ordenou a queima de muitos clássicos confucionistas, incluindo o Livro das Canções, o Livro da História, o Livro das Mutações, o Livro dos Ritos, os Anais da Primavera e do Outono, os Analectos e o comentário de Gong Yang. Esses clássicos foram esculpidos em pedra em 172 - 178 d.C. e erguidos no Colégio Imperial em Luoyang em uma tentativa de resolver as diferentes interpretações dos clássicos confucianos.

Taixue (Tai-hsueh; chinês tradicional: 太學, lit. ‘Grande Estudo ou Aprendizado’), ou também chamado de Academia Imperial, a Escola Imperial, a Universidade Imperial ou Câmpus Universitário Imperial, foi uma instituição de grande renome na China antiga entre a Dinastia Han e a Dinastia Sui .Ele foi transferido para Guozijian.